# Pariserobservatoriet
Pariserobservatoriet (på fransk: L'Observatoire de Paris) er et astronomisk observatorium beliggende i Paris. Observatoriet der blev foreslået opført i 1667 under Louis XIV, med det formål at forbedre Frankrigs maritime magt, blev færdiggjort i 1671, tre år før Greenwichobservatoriet i London. Observatoriet, der i dag primært fungerer som forskningsinstitut, har også afdelinger i Parisforstaden Meudon og i byen Nançay syd for.
Siden 1679 har observatoriet årligt udgivet: Connaissance des Temps (dansk: Kendskab til tiden), verdens ældste almanak. Oprindeligt benyttede man formørkelser af Jupiters måner til at hjælpe søfolk til at bestemme længdegraden af positionen.
I 1913 udvekslede Pariserobservatoriet, uafbrudt over en længre periode, radiobølger med United States Naval Observatory i Washington, D.C. Eksperimentet gik ud på at finde den eksakte forskel i længdegrader mellem de to institutter.